# Джордж Мъстърс
Джордж Чауърт Мъстърс (на английски: George Chaworth Musters, на испански известен като Хорхе Мустерс) е английски флотски офицер, изследовател на Южна Америка.

## Произход и младежки години (1841 – 1869)
Роден е на 13 февруари 1841 година в Неапол, Италия, по време на пътуване на родителите му Джон Мъстърс, армейски офицер, и съпругата му Емили. През 1854 г. постъпва във Военноморския флот, а скоро след това е назначен на борда на кралската яхта. Няколко години плава в южната част на Атлантическия океан и посещава източните брегове на Южна Америка. През 1866 г. напуска флота и няколко години се занимава със земеделие и овцевъдство в Уругвай.

## Изследователска дейност (1869 – 1871)
През 1869 г. посещава Фолклендските о-ви, а оттам заминава за Пунта Аренас с цел проникване във вътрешните, все още напълно непознати райони на Патагония.
През април 1869 г. напуска Пунта Аренас на Магелановия проток и се отправя на север. Отначало се движи недалеч от югоизточното крайбрежие на континента през вече известни и картирани долни течения на южните патагонски реки Галегос и Койле и достига до устието на Санта Крус. Оттам се изкачва по река Рио Чико (Южна) до устието на Рио Белграно, където се среща с конните патагонци – племето на теуелчите. Заедно с тях продължава право на север, като изминава около 800 км до езерото Науел Уапи (40º 40` ю.ш., от което изтича река Рио Лимай, от басейна на Рио Негро).
През 1870 г., достигайки горното течение на Рио Лимай, Мъстърс и неговите индианци продължават на изток и достигат до долното течение на Рио Негро. Там той се прощава със своите „честни, вежливи, приветливи и добродушни приятели“ и завършва пътешествието си в Кармен де Патагонес. За малко повече от година Мъстърс изминава над 2750 км, като голяма част от този път той извършва заедно с теуелчите – с тях ловува, храни се и спи в обща шатра. Своите впечатления от пътешествието си описва в книгата „At home with Patagonias“ (в превод „У дома с патагонците“), която е публикувана през 1871 г. в Лондон.

## Следващи години (1872 – 1879)
През 1872 г. Мъстърс извършва пътуване в Западна Канада. Оттам през 1873 г. отива до Чили, като прави опит да пресече Южна Америка от Валдивия до Буенос Айрес, но експедицията се проваля поради това, че е арестуван от местната полиция заради убийството на няколко индианци.
През 1873 г. в Лондон се жени за Херминия, дъщеря на боливийски търговец. Заедно със съпругата си заминава за Боливия и пребивава там до 1876 г., като участва в няколко геоложки изследвания за търсене на полезни изкопаеми.
През 1876 се завръща в Лондон и през 1878 е назначен за британски консул в Мозамбик.
Умира на 25 януари 1879 г. на 37-годишна възраст.

## Памет
Неговото име носят:
- град Мустерс (40°36′ ю. ш. 66°23′ з. д. / 40.6° ю. ш. 66.383333° з. д.) в Аржентина, провинция Рио Негро;
- езеро Мустерс (45°25′ ю. ш. 69°11′ з. д. / 45.416667° ю. ш. 69.183333° з. д.) в Аржентина, провинция Чубут.